# Vittabotys mediomaculalis
Vittabotys mediomaculalis is een vlinder uit de familie van de grasmotten (Crambidae). De wetenschappelijke naam van deze soort is voor het eerst voorgesteld door Eugene Gordon Munroe en Akira Mutuura in een publicatie uit 1970.
De soort komt voor in China (Guangdong).